# Caribbean Aviation Safety and Security Oversight System
Het Caribbean Aviation Safety and Security Oversight System (CASSOS) is een instelling van de Caricom met vestiging in Kingston op Jamaica.
Op 3 juli 2008 werd het oprichtingsverdrag getekend door de directeuren van de burgerluchtvaart van de lidstaten van de Caricom en de Organisatie van Oost-Caribische Staten. De formele lancering vond in februari 2009 plaats.
CASSOS is de opvolger van het Interim Regional Aviation Safety Oversight System (RASOS) Office, dat de werkarm was van de Association of Civil Aviation Authorities of the Caribbean (ACAAC). Het doel van de organisatie is om te zorgen voor een veilig, zeker, ordelijk  en levend luchtvaartsysteem.